# Shōhei Okada
Shōhei Okada (jap. 岡田 翔平 Okada Shōhei; ur. 29 kwietnia 1989) – japoński piłkarz występujący na pozycji napastnika. Obecnie występuje w Thespakusatsu Gunma.

## Kariera klubowa
Od 2011 roku występował w klubach Sagan Tosu, Shonan Bellmare i Thespakusatsu Gunma.